# 山崎イサオ
山崎 イサオ（やまざき イサオ、1943年4月16日 - ）は、日本の歌手、俳優。新潟県小千谷市出身。

## 人物
日本テレビの音楽番組『シャボン玉ホリデー』で活躍した男声コーラス・グループ『フォー・メイツ』のメンバー。
NHKのヤング101の一員として、山崎功の名でNHK総合テレビジョンの音楽番組『ステージ101』に1972年4月から1974年3月31日の最終回まで出演した。
1981年、NHK教育テレビジョン『囲碁の時間』にレギュラー出演。「ワンポイント手筋教室」で聞き手を務めた。
1989年、エフエムナックファイブ（埼玉県）の開局と共に同局のDJに起用され、「ナック山崎」と名乗って同局初期の看板DJとして活躍した。歌手の大塚博堂と親交があったことから番組内でも大塚の曲をかけることが多く、1993年には大塚博堂追悼アルバム『風の中で…』を発表。
2003年10月21日夜、22日昼、夜の計3回にわたってBunkamuraのシアターコクーンにて開かれたヤング101復活コンサート『ステージ101〜明日に架ける橋』に、山崎功として元メンバー36名と共に出演。「Let It Be」を単独で、'Old Fashioned Love Song'を西玲子と共演で披露したほか、石岡ひろしのソロにコーラスで参加した。22日夜のコンサートは、後日、BS2で放送された。2016年3月6日放送の『新・BS日本のうた』（NHK BSプレミアム）の『あの歌に再会』というコーナーで、元メンバー15名と共にステージ101テーマ曲の「ヤッポン!」と「人生すばらしきドラマ」及び「涙をこえて」を披露した。
2022年から2024年まで、沢田研二のコンサート・ツアーに同行して、バック・コーラスを担当した。

## 出演TV番組
- シャボン玉ホリデー（日本テレビ）フォーメイツ
- ステージ101（NHK総合テレビ、1972年4月-1974年3月31日）ヤング101
- はぐれ刑事（日本テレビ、1975年10月7日-12月30日）
- 囲碁の時間（NHK教育テレビ、1981年）アシスタント
- みゆき（フジテレビ『月曜ドラマランド』、1986年8月4日）占い師役

## 出演ラジオ番組
- お昼のハッピースタジオ（RFラジオ日本・1985,横浜松坂屋店頭からの生放送）
- SUNSHINE PARADISE（エフエムナックファイブ）
- Hellow Sunshine（エフエムナックファイブ）
- NACK ON SUNDAY （エフエムナックファイブ）
- GOLD HITS REFRAIN（エフエムナックファイブ）

## 舞台
- ミュージカル ３Ｇｕｙｓ！(1987)
- ミュージカル ローマの休日 (1998)
- ミュージカル ザ・近松（1999）
- 歌劇 人情酸燦蛍（2004）
- 音楽劇 センセイの鞄（2005）
- 音楽劇 新・センセイの鞄 (2010)
- 音楽劇 お嬢さんお手上げだ (2012)
- 音楽劇 探偵 哀しきチェイサー２ 雨だれの挽歌 (2013)
- 音楽劇 悪名～The Badboys Return!  (2014)
- 音楽劇 お嬢さんお手上げだ・明治編 (2015)
- 音楽劇 大悪名 (2017)

## 音楽
歌曲
- 私のルナルナ（King Records BS-1041, 1969年）井上ひとみ、フォー・メイツ[3]
- ラッパ一発（丸大ウィンナー・CMソング）山崎功、劇団こまどり[注釈 2]

LP
- 『ステージ101 怪獣のバラード』（EXPRESS/東芝音楽工業 ETP-8198, 1972年9月5日）[注釈 3]
- 『NHKステージ101 ぼくら青春の日々』（ソニー SOLJ-56, 1973年3月21日）[注釈 3]
- 『NHKステージ101 ぼくら心のふるさと』（ソニー SOLJ-87, 1973年9月21日）[注釈 3]
- 『ステージ101 ビートルズ･ソング･ブック』（EXPRESS/東芝音楽工業 ETP-9093, 1973年12月1日）[注釈 3]
- 『NHKステージ101 ヤング集合!!』（ソニー SOLJ-91, 1973年12月21日）[注釈 3]
- 『さよならステージ101』（キャニオン AV-3012, 1974年5月25日）[注釈 3]
- 『Disco The Crazy』（1979年・SMSレコード、チャックマン（宮川泰）[注釈 4][注釈 5]

CD
- ソロアルバム『風の中で…』（ポリドール POCH-1242, 1993）
- 『ステージ101ベスト』（Ultra-vibe CDSOL-1043, 2001）[注釈 3]
- 『GOLDEN☆BEST / ステージ101 ヤング青春の日々』（Sony Music House MHCL240-1, 2003）[注釈 3]
- 『ヤング101 ギフト・ボックス』（オーダーメイドファクトリー DYCL 401-405, 2013）[注釈 3]
- 『ステージ101 GO! / ヤング101』（CSレコード DQCL 3611-15, 2021）[注釈 3]
- 『ステージ101 ポップスを歌う』 (DQCL 799, 2023)
- 『With a Song in My Heart〜わが心に歌えば〜』(MSG-8430, 1996)
- 『With a Song in My Heart～わが心に歌えば II』 (MSMP-81210, 1996)
- 『東宝ミュージカル ローマの休日』ライブ盤2CD (TOCT-24051/2, 1999)
- 『植木等/雖然知道但無法停止(わかっちゃいるけどやめられない)』 (TOCT-24490, 2000)
- 『伊藤アキラCMソング傑作選』 (CDSOL-1312, 2009)
- 『わたし勝手にカメ・アリ/亀有音頭』 (w/ミス菊千代) (WMP-60200, 2015)
- 『音楽劇 大悪名 The Badboys Last Stand!』 (COLO-1706-1～4, 2017)

Video/DVD
- 怪盗ゴジマ 音楽篇 (VHS VTG385, 1989)
- ザ・近松 (VHS, DVD COLO-99902, 1999)
- 人情酸漿蛍 (DVD COLO-90408, 2005)
- センセイの鞄 (DVD COLO-90508, 2005)
- 新・センセイの鞄 (DVD COLO-91004, 2010)
- お嬢さんお手上げだ (DVD COLO-92103, 2012)
- 探偵 哀しきチェイサー２ 雨だれの挽歌 (DVD COLO-91303, 2013)
- 悪名～The Badboys Return!  (DVD COLO-91404, 2014)
- お嬢さんお手上げだ・明治編 (DVD COLO-91504, 2015)

ライブ活動
- 沢田研二 2022「初詣ライブ」
- 沢田研二 LIVE 2022-2023「まだまだ一生懸命」
- 沢田研二 LIVE 2022-2023「まだまだ一生懸命PARTⅡ」
- 沢田研二 正月LIVE 2024「甲辰 静かなる岩」
- 沢田研二 LIVE 2024「甲辰 静かなる岩」